# Мангананг, Априлио
Априлио Перкаса Мангананг (индон. Aprilio Perkasa Manganang; ранее Априлия Сантини Мангананг (индон. Aprilia Santini Manganang); род. 27 апреля 1992 года, Тахун, Северный Сулавеси, Индонезия) — индонезийский волейболист, был членом женской сборной Индонезии по волейболу, потому что при рождении его записали как девочку, а о том, что он является интерсекс-человеком Мангананг узнал только после окончания спортивной карьеры.

## Биография
Мангананг родился в Тахуне, Северный Сулавеси в Индонезии. Он родился с гипоспадией, но из-за отсутствия медицинских учреждений в его родном городе, изначально его посчитали девочкой, а о том, что с ним на самом деле он узнал только после окончания своей волейбольной карьеры. Сообщается, что Мангананг всегда ощущал, что отличается от других женщин и девочек своего возраста.

## Карьера

### Клубы
Мангананг играл в нескольких клубных командах Индонезии и получил ряд турнирных наград. В том числе он получил награды на вьетнамском турнире «VTV International Women's Volleyball Cup». Он играл в Таиланде в составе клуба Supreme Volleyball Club, выиграл чемпионат и получил награду «Самый ценный игрок».

### Национальная команда
Мангананг представлял Индонезию на международных волейбольных турнирах, включая Игры Юго-Восточной Азии и Летние Азиатские игры 2018. На Играх Юго-Восточной Азии 2015 сборная Филиппин подала протест, в котором оспаривался пол Мангананга.

## После окончания спортивной карьеры
Мангананг объявил о своем уходе из волейбола в сентябре 2020 года в возрасте 28 лет. После ухода из спорта он пошел служить в армию Индонезии, где в феврале 2021 года узнал о своем биологическом поле и гипоспадии. Он перенес корректирующую операцию и решил изменить свое имя и пол с женского на мужской.

## Клубы
- Alko Indramayu (2011–2012)
- Jakarta BNI Taplus (2012–2013)
- Manokwari Valeria Papua Barat (2013–2014)
- Jakarta Elektrik PLN (2014–2017)
- Jakarta PGN Popsivo (2018-2019)
- Generali Supreme Chonburi-E.Tech (2019-loan)
- Bandung BJB Pakuan (2019–2020)

## Награды

### Индивидуальные
- 2014-2015 Индонезийская женская пролига «Лучший бомбардир»
- 2014-2015 Индонезийская женская пролига «Лучший нападающий»
- 2015-2016 Индонезийская женская Пролига «Лучший нападающий»
- Международный женский кубок по волейболу 2016 VTV «Самый ценный игрок»
- 2016-2017 индонезийская женская пролига «Лучший бомбардир»
- Женская Пролига Индонезии 2016-2017 «Самый ценный игрок»
- Международный женский кубок по волейболу 2017 VTV «Лучший нападающий»
- Женская Пролига Индонезии 2018-2019 «Самый ценный игрок»
- 2019 Women's Volleyball Thai-Denmark Super League «Самый ценный игрок»